# Stefan F. Heidenreich
Stefan Fritz Heidenreich (* 11. Dezember 1962 in Bremerhaven) ist ein deutscher Wirtschaftsmanager.

## Biografie
Heidenreich studierte Betriebswirtschaft in Kiel. Er erhielt nach seinem Studium 1987 seine erste Anstellung bei dem US-amerikanischen Unternehmen Procter & Gamble, wo er für die Marken Pampers und Ariel zuständig war. Seit 1992 war er beim Konzern Reckitt Benckiser in Bereich der osteuropäischen Märkten tätig. Danach übernahm er die Marketingleitung des damals vor drei Jahren gestarteten Pay-TVs Premiere. Dort installierte er einen Abonnentenzähler im Eingangsbereich, der sein Ziel 1 Mio. Abonnenten aufzeigen sollte. Von Bertelsmann wurde er dann eingesetzt, die Konkurrenzveranstaltung gegen Kirchs DF1 in einem neuen Konzept umzusetzen: Club RTL. In einem dramatischen Wettbewerb gegen Kirch wurde von Mark Wössner die Notbremse gezogen und eine Woche später war Heidenreich 1998 im schweizerischen Unternehmen Hero im Vorstand bzw. als Vorstandsvorsitzender.
Heidenreich war von 2012 bis 2019 als Nachfolger von Thomas-Bernd Quaas Vorstandsvorsitzender des deutschen Konsumgüterkonzerns Beiersdorf. Sein Vertrag, der eigentlich 2015 ausgelaufen wäre, wurde vorzeitig bis 2019 verlängert. Im Juni 2018 wurde gemeldet, dass der Vertrag nicht wieder verlängert wird. Sein Nachfolger als Vorstandsvorsitzender von Beiersdorf war Stefan De Loecker. 
Ende März 2019 teilte die Unternehmensberatung HPK in einer Studie zu den Topverdienern der deutschen Dax-30-Unternehmen für 2018 mit, dass Heidenreich mit einer Gesamtvergütung von 23,45 Millionen Euro die mit Abstand höchsten Bezüge erhielt. Darin ist eine langfristige Bonuszahlung von 21 Millionen Euro enthalten, die ihm für die zurückliegenden sieben Jahre zusteht. Das Grundgehalt für 2018 beläuft sich auf 1,25 Millionen Euro, der Bonus auf 1,19 Millionen Euro.

## Sportliches
Heidenreich ist sportlich aktiv. Er war Ende der 1970er Jahre Vize-Europameister auf dem Surfbrett und er fuhr Rennen mit Geländemotorrädern. Er war Eigner einer Segelyacht vom Typ Class 40, die unter dem Namen Nivea an internationalen Regatten teilnahm. 2018 gewann er mit seiner Crew und Magnus Paul Simon die Weltmeisterschaft in der neuen ClubSwan-50 Einheitsklasse.